# One More Try
«One More Try» (en español: «Un intento más») es una balada escrita, producida e interpretada por el cantautor inglés George Michael y publicada en su álbum debut de estudio en solitario titulado Faith (1987). Fue lanzado al mercado como sencillo bajo los sellos discográficos Epic Records y CBS Records el 8 de febrero de 1988.
La canción fue la cuarta de seis sencillos en ser publicada del álbum debut de estudio solista de George, Faith. Este lideró la lista del Billboard Hot 100, convirtiéndose en su cuarto número uno en los Estados Unidos como solista. Es una balada de seis minutos de duración, que líricamente explora el desgano de George de volver a una nueva relación porque ha resultado emocionalmente herido muchas veces previamente. Michael finaliza la canción cantando su título por primera y única vez.

## Vídeo musical
El video musical fue dirigido por el cineasta británico Tony Scott.

## Versiones
- En 1998, el trío femenino estadounidense Divine grabó su versión incluida en su álbum debut de estudio Fairy Tales. Alcanzó el número 29 en el Billboard Hot 100.[2]
- La cantante británica Beverley Knight la grabó para su álbum de versiones Soul UK. Fue lanzada como tercer sencillo del álbum en octubre de 2011.
- En 2014, Mariah Carey realizó su versión incluida en su álbum Me. I Am Mariah… The Elusive Chanteuse.
- En 2018, la concursante de Operación Triunfo 2018, Marta Sango, interpretó este tema en la gala 11 de este programa.

## Lista de canciones
7" sencillo Epic 651532 7	1987
1. «One More Try» – 5:49
2. «Look At Your Hands» – 4:36

## Posicionamiento en listas y certificaciones
| País           | Lista (1988)                     | Mejor posición |
| -------------- | -------------------------------- | -------------- |
| Alemania       | Media Control Charts             | 22             |
| Australia      | ARIA Singles Chart               | 49             |
| Austria        | Austrian Singles Chart           | 19             |
| Bélgica        | VRT Top 30                       | 3              |
| Canadá         | RPM Top Singles                  | 1              |
| Estados Unidos | Billboard Hot 100                | 1              |
| Estados Unidos | Adult Contemporary               | 1              |
| Estados Unidos | Hot R&B/Hip-Hop Singles & Tracks | 2              |
| Francia        | SNEP Singles Chart               | 5              |
| Irlanda        | Irish Singles Chart              | 1              |
| Noruega        | VG-lista                         | 7              |
| Nueva Zelanda  | NZ Singles Chart                 | 8              |
| Países Bajos   | Dutch Top 40                     | 4              |
| Reino Unido    | UK Singles Chart                 | 8              |
| Suecia         | Topplistan                       | 4              |
| Suiza          | Swiss Singles Chart              | 4              |

| País           | Organismo certificador | Certificación | Ref.   |
| -------------- | ---------------------- | ------------- | ------ |
| Estados Unidos | RIAA                   | Oro           | [ 18 ] |
| Francia        | SNEP                   | Plata         | [ 19 ] |

### Sucesión en listas
| Anterior: «Heart» de Pet Shop Boys                                   | Irish Singles Chart — Sencillo Nro 1 30 de abril de 1988 — 6 de mayo de 1988           | Siguiente: «Perfect» de Fairground Attraction               |
| Anterior: «Anything for You» de Gloria Estefan y Miami Sound Machine | Billboard Hot 100 — Sencillo Nro 1 28 de mayo de 1988 — 11 de junio de 1988            | Siguiente: «Together Forever» de Rick Astley                |
| Anterior: «Shattered Dreams» de Johnny Hates Jazz                    | Billboard Adult Contemporary — Sencillo Nro 1 28 de mayo de 1988 — 11 de junio de 1988 | Siguiente: «The Valley Road» de Bruce Hornsby and the Range |
| Anterior: «Beds Are Burning» de Midnight Oil                         | RPM Top Singles — Sencillo Nro 1 11 de junio de 1988 — 18 de junio de 1988             | Siguiente: «Together Forever» de Rick Astley                |